# Dotera
Ein Tanzen (jap. 丹前) bzw. Dotera (褞袍/縕袍, auch Wanbō, Onpō, Onbō, Unpō gelesen) ist ein traditionelles japanisches Kleidungsstück.
Ein Tanzen ist ein Kimono-artiges Kleidungsstück für den Winter, das zum Kälteschutz mit Baumwollwatte gefüttert ist. Die Ärmel sind weit und deren Öffnung wie auch der Schmutzkragen mit dickem, schwarzen Seidenstoff (kurohachijō) versehen. Der Oberstoff des Tanzen besitzt ein Streifenmuster und ist traditionell aus Omeshi-Kreppseide, Seidenpongé (tsumugi) oder Meisen-Seide gefertigt. Einfachere Varianten verwenden jedoch auch für den Oberstoff Baumwolle oder heutzutage Kunstfasern. Von ihrem Aussehen ähneln sie daher dem Yukata der Männer, einem Sommer-Kimono. Neben dem körperlangen Tanzen gibt es auch eine kürzere hüftlange Variante, die der Haori-Jacke ähnelt.
Der Name Tanzen stammt von dem Tanzen-Badehaus (丹前風呂, Tanzen-buro) in Kanda zu Beginn der Edo-Zeit (17. Jahrhundert), das dieses Kleidungsstück bekannt machte. Dessen Name bezieht sich wiederum darauf, dass es sich vor (zen) der Residenz von Hori Naoyori befand, der den Titel Tango no kami trug.